# スーパーニュウニュウ
スーパーニュウニュウは、マセキ芸能社に所属していた男女お笑いコンビ。2012年10月結成。2024年10月10日を持って解散。

## メンバー
（出典：）
大将（たいしょう、1984年4月27日 - ）（41歳）
ツッコミ担当、立ち位置は向かって右。
- 岩手県盛岡市出身。岩手高等学校、北海道浅井学園大学卒業。身長180 cm、体重76 kg。血液型O型。
- 本名、藤澤 大将（ふじさわ だいすけ）
- 趣味は酒を嗜むこと、格闘技観戦、競馬観戦。
- 柔道2段を取得している。
- 介護職をしていた経験がある。
- 大学卒業後、2007年4月に総合学園・ヒューマンアカデミーへ入学。ヒューマンアカデミー時代は、同期生同士で『ラインズマン』を結成していた。なお、当時は両者ともギャルに扮して、ギャル的に実際にありがちなエピソードを展開するネタなどを披露していた。
- この他に、かつて結成していたコンビは「プラチナポケット（男性コンビ 2008年4月6日結成、2009年2月解散）」、「ユニバーサルボンボン（男女コンビ 2009年4月1日結成、2010年10月からマセキ芸能社所属、2012年9月3日解散）」。両親からは「30歳まで（芸人として）芽が出なければ芸人を辞めろ」と言われており、『ユニバーサルボンボン』解散当時で既に28歳だったため焦っていたらしく、次の相方は黒人女性にしようかと思って本気で探していたこともあったという。
- ゆーびーむ☆主催の『ぺろんちょTV』内のコント番組「婚活あるある」に出演している。ゆーびーむ☆公式YouTube「ぺろんちょTV」内の「婚活あるあるまとめ」でも配信している。

ふるやいなや（1988年2月19日 - ）（37歳）
ボケ担当、立ち位置は向かって左。
- 神奈川県鎌倉市出身、日本大学藤沢高等学校卒業、日本大学芸術学部放送学科卒業。身長162 cm、体重52 kg。血液型O型。
- 本名、佐々木 友美（ささき ゆみ）。
- 放送学科に進学した理由の1つとしてKinKi Kidsら好きなアイドルに近付いて結婚したいために、放送業界を志望したという。
- 趣味は裁縫、ボウリング、アクロバット、特技はバレーボール、卓球、スクーバダイビング（PADIアドヴァンスライセンスの資格有り）、五十音の一文字を言われたらそれから始まるKinKi Kidsの知識を答えること。
- ワタナベコメディスクール11期（2009年10月入学、2010年9月卒業）出身。
- かつて結成していたグループは「ねぇ、ねえさん。（女性コンビ、2009年10月結成）」、「どりーみーぱんだ（男2女1のトリオ、2011年4月解散）」、「いくかいなか→あげものわっしょい（女性コンビ 漫才協会所属　2011年結成、同年6月改名、2012年9月末解散）」。「あげものわっしょい」解散の理由は、コントを演じたい佐々木と漫才を続けたい当時の相方と意見が一致しなかったことだった。
- 女芸人野球部『ミラクルキッシーズ』に所属している。
- ライバル視している芸能人は金田朋子。
- 「ささきにどーぞ。」、「頑張る元気な女の子、ガンキちゃん」、「Fullやいなや」名義でR-1ぐらんぷりや女芸人No.1決定戦 THE Wに出場経験がある。
- 牧野ステテコとのユニット「サイクリンクリン」で、THE Wの2019年大会で、2回戦まで進出。アミ（元ポンループ）とのユニット「POFFY」で出場した女芸人No.1決定戦 THE Wの2020年大会では準決勝まで進出。
- 2020年2月5日に、自身のYouTubeチャンネル「KANZAI GIRL（カンサイガール）」を開設し、大将とのコンビ出演も不定期に行っている。本人はKinKi Kidsの推し活チャンネルということを公言している。2021年9月20日放送の『KinKi Kids どんなもんヤ!』（文化放送）に、以前ラジオネームで送ったネタメールを採用されて読んでもらったことへの感謝を綴ったメールを、芸名を公表しながら送ったところメールが読まれ、「宣伝部員に」とリップサービスまでされたことに感激している。
- 2023年11月30日、自身のYouTubeチャンネルにて、「ハーフの一般人の旅人」と結婚したことを報告。

## 来歴・概説
2012年9月3日に「ユニバーサルボンボン」を解散した大将、同年同月末で「あげものわっしょい」を解散したふるやにより同年10月に結成。2人の前のコンビの頃から既にお互い気になる存在でもありインパクトがあったためまた男女コンビを組みたいと思い、ふるやなら顔が良く華もあると思っていた大将と、大将のツッコミが良かったから組みたいと思っていたふるやの意見が合うような形で結成となった。2013年6月からマセキ芸能社にユースとして所属。
コンビ名は大将が好きなAV女優・Hitomiが超乳と呼ばれていたことに由来（超乳→スーパーニュウ）し、新しく組みなおす意味で「NEW」を付けた。なお、ふるやが提案したのは「シルバーネックレスギンギン」。
自主ライブ『東部第33部隊』を行っている。
2023年11月30日、2024年から1年ほど活動休止することを発表。前日にふるやが生配信を行い、20日に結婚式を挙げたこと（父はリモートで参加）、23日に父親が亡くなったこと、27日に入籍したことを報告。また妊活に取り組みたいことと、夫の仕事に海外など同行するため2023年で芸人活動を休業。大将はその間、別のユニット・コンビ等を組みながら活動を継続すると報告。予告通り大将は2024年3月より、ハギノリザードマン（元ローズヒップファニーファニー）とのユニットコンビ「ベルナルド」として活動を開始。またこれとは別に田中青葉とのコンビ、ユニバーサルボンボンも12年ぶりに再結成する。そのうちベルナルドは、2024年8月31日に決勝戦が開催された、小島よしお主催の野菜を題材にしたネタのコンテスト『野菜-1グランプリ2024』にて優勝。
2024年10月10日「パンキッシュガーデンアンスリウムレッド」の出演をもって解散した。大将、ふるやともに事務所を退所、フリーとして活動した後、大将は2025年1月3日にハギノリザードマンとのユニット「ベルナルド」を正式なコンビとして活動していくことを発表し、古巣のマセキ芸能社へ復帰した。一方ふるやは引き続き無期限の芸人活動休止となってはいるが、前述の粗大アミとのコンビ「POFFY」の活動を断続的に行っており、2025年4月30日には、この年から始まったお笑いコンテスト『ダブルインパクト』1回戦にPOFFYで出場した。

## 芸風
主にコントで、一日中小道具製作に充てる日もあるほど小道具を多用する。小学生や高校生などに扮したふるやが突拍子もない言動及び行動に出て、それに大将が振り回されるというパターンで絶叫の連続などによるテンションの高い展開が多い。破天荒キャラとされており「ウケ出すとアドレナリンが出始めて、2人ともブレーキが利かなくなって暴走してしまう」と話している。なお、最後は作った小道具を全て壊す展開のコントが主流でもある。ライブに於いては「2人とも死ぬ」という設定のネタも多くあった。
ふるやが絶叫して唾が飛び大将のコンタクトレンズにかかって見えにくくなったり、ふるやが大将をお盆で殴るという流れの所でネタ用の軟らかいお盆が手元になく、普通のお盆で殴ったために大将が頭から出血したこともあった。
2020年から漫才も始めている。

## 出演

### テレビ
- 新世紀ネタキング決定戦（TOKYO MX）- 大将のみ、ユニバーサルボンボン時代の出演
- 全力教室（フジテレビ）- ふるやのみ
- ぐるぐるナインティナイン（日本テレビ）- 2015年2月26日、「おもしろ荘ゴールデン」コーナー
- 踊る!さんま御殿!!（日本テレビ）- 2015年3月3日、ふるやのみ
- ゴッドタン（テレビ東京）- 2015年3月21日
- 前略、西東さん（中京テレビ放送）
- カンニングの恋愛中毒（BSフジ）
- ナイツのHIT商品会議室（千葉テレビ放送）
- ざっくりハイタッチ（テレビ東京）- 2015年10月3日・10月17日、ふるやのみ
- こそこそチャップリン（テレビ東京）
- ゲーム王 フォースの戦闘（ABCテレビ）- 2015年10月17日
- NHK新人お笑い大賞（NHK総合テレビジョン）- 2015年10月25日（平成27年度）、2016年10月23日（平成28年度）
- ナカイの窓（日本テレビ）- 2015年11月4日、ふるやのみ
- 有吉ジャポン（TBSテレビ）- 2015年11月6日深夜、ふるやのみ
- 〜公開ネタ見せ番組〜 輝け!ギャラ3000円芸人!（BSスカパー!）
- センニュウ★感（テレビ東京）- 2016年1月24日
- ほぼほぼ（テレビ東京）- 2016年5月18日、2016年6月8日
- じわじわチャップリン（テレビ東京）―　2016年4月2日～2017年1月14日
- お願い!ランキング（テレビ朝日）- 2016年4月8日
- 超ハマる!爆笑キャラパレード（フジテレビ）- 2016年6月25日
- ぐいぐいチャップリン（テレビ東京）- 2016年9月23日
- そこそこチャップリン（テレビ東京）- 2016年4月3日、2016年8月21日
- 超ハマる!爆笑キャラパレード（フジテレビ）- ふるやのみ、2016年6月25日初出演
- ピエール瀧のしょんないTV（静岡朝日テレビ）- 2016年6月30日・7月7日、ふるやのみ「ミラクルキッシーズ」のメンバーとして出演
- カンムリ（中国放送）- 2016年8月19日、ふるやのみ「ミラクルキッシーズ」のメンバーとして出演[53]
- 内村てらす（日本テレビ）- 2016年11月18日・11月25日、2017年3月31日
- ネクストブレイク『ベタなお笑いコント決定戦！「ベタコン」』（日本テレビ）- 2017年1月31日
- にちようチャップリン（テレビ東京）- 2017年5月21日、2018年1月21日、2018年7月8日
- キニナル金曜日（TBSテレビ）- 2017年6月23日、2018年3月30日
- めちゃ×2イケてるッ!（フジテレビ）- 2017年9月2日
- わらたまドッカ〜ン（NHK Eテレ）- 2017年10月2日、2022年10月27日
- 深夜に発見！新shock感〜一度おためしください〜（テレビ東京）- 2017年10月29日、2018年11月18日
- ビートたけしの映画小説大ヒットなのに日本はなぜ勲章をくれないのかTV（TBSテレビ）- 2017年12月28日
- 笑レース（フジテレビ）- 2018年1月8日
- 特捜警察ジャンポリス（テレビ東京）- 2018年3月24日
- ウチのガヤがすみません!（日本テレビ）- 2018年4月10日、2018年8月7日、2019年3月12日
- EXD44（テレビ朝日）- 2018年7月30日
- そっくりツイートGP 似すぎてジワる（TBSテレビ）- 2019年3月25日
- いいコト! 見たい! 知りたい! 出かけたい!（岩手朝日テレビ） - 「道の駅全制覇」担当
- チャリダー★（NHK BS1）- ふるやが坂バカ女子部の部員として出演。大将も2019年5月11日放送の「チャリダー実験室」に出演している。
- 有吉の壁（日本テレビ）- 2019年10月2日（若手予選会）、2020年9月16日
- ワンピースバラエティ 海賊王におれはなるTV（フジテレビ）
- マツコ&有吉 かりそめ天国（テレビ朝日）
- 世界一短いネタ番組 15ビョーーーン（テレビ東京）- 2021年6月6日[54]
- ノブナカなんなん?（テレビ朝日系） - 2021年6月19日 - 「働かない女ってなんなん?」の回にてバイト4つかけ持ち女として ふるやのみ出演
- キャラダチミュージアム〜MoCA〜（フジテレビ） - 2021年10月3日[55]声の出演「妄像」・10月10日[56]・10月31日声の出演「妄像」・11月21日[57]
- あらびき団（TBSテレビ） - 2021年10月15日、2022年12月29日
- NEWニューヨーク(テレビ朝日)  - 2022 年9 月21 日

### ラジオ
- マイナビ Laughter Night（TBSラジオ） - 2020年8月21日[58]・10月16日[59]、2022年4月1日[60]・9月16日[61]・11月25日[62]、2023年1月20日[63]・5月26日[64]
- 旭のアキララバイ（FMひがしくるめ） - 2021年3月2日[65]・9月14日[66]
- CC.STATION MC:虹の黄昏（FM那覇） - 2021年9月28日[67]

### CM
- シュガーホーム CM／シュガーへ行こう！スーパーニュウニュウ篇（シュガーホーム、2018年[68][注 5]）

### ウェブ放送
- 発掘! ブレイクネタ 芸人!芸人!!芸人!!!（BeeTV） - 第21話
- 復活! 黄金（ゴールデン）プロレス（ニコニコ生放送）- 大将のみ
- 逆襲ザコシのチョゲチョゲPARK（AuDee） - 2020年9月25日、ふるやのみコーナーゲスト出演
- スーパーニュウニュウのジャリロンラジロン（Radiotalk） - 2020年8月8日[70] - 現在

### 映画
- 『目を閉じてギラギラ』（BeeTV、2011年10月22日公開）- 暴力団組員 役　大将のみ[71]

### DVD
- 『ぴんく-1ぐらんぷり』（NYプロダクション、2016年04月29日）[72]

## 舞台・ライブ
- 「脱獄はじめました。」～スプーン的な アレください～（戎谷翔作・演出、2013年11月25日 - 27日、御茶ノ水KAKADO）- 大将のみ
- マセキ芸能社 パンキッシュガーデン事務所ライブ「バーガンディレッド」 - 毎月出演中[40][45]
- 「ロビンソンズツーマンライブ第二弾 「VSスーパーニュウニュウ」」渋谷Loft9（2021年5月19日、ワタナベエンターテインメント所属・ロビンソンズとのツーマンライブ[73][74][75]）
- マイナビ Laughter Night「第7回チャンピオンLIVE」有楽町よみうりホール（TBSラジオ、2021年10月16日[76]）
- 第二回単独ライブ『喉VS鼓膜』（2022年7月1日、座・高円寺2[77]）
- 第三回単独ライブ『ギャー！！！！！！！！！！』（2023年7月25日、座・高円寺2[78]）

## 賞レース成績

### M-1グランプリ
| 年度   | 結果         | エントリー No. | 会場                        | 日程     |
| ------ | ------------ | -------------- | --------------------------- | -------- |
| 2020年 | 2回戦進出    | 282            | よしもと有楽町シアター      | 10月31日 |
| 2021年 | 2回戦進出    | 663            | 雷5656会館ときわホール      | 10月14日 |
| 2022年 | 1回戦敗退    | 1507           | シダックスカルチャーホールA | 8月28日  |
| 2023年 | 準々決勝進出 | 2151           | ルミネtheよしもと           | 11月21日 |

### キングオブコント
| 年度   | 結果         | 会場                     | 日程        |
| ------ | ------------ | ------------------------ | ----------- |
| 2015年 | 準決勝進出   | 赤坂BLITZ                | 8月28日     |
| 2016年 | 2回戦進出    | きゅりあんホール         | 8月9日      |
| 2017年 | 2回戦進出    |                          |             |
| 2018年 | 2回戦進出    | シアターブラッツ         | 8月5日      |
| 2019年 | 準々決勝進出 | きゅりあん小ホール       | 8月8日      |
| 2020年 | 2回戦進出    | 南大塚ホール             | 7月30日     |
| 2021年 | 準々決勝進出 | きゅりあん小ホール       | 8月13日     |
| 2022年 | 準決勝進出   | 新宿文化センター大ホール | 9月1日・2日 |
| 2023年 | 準々決勝進出 | さくらホール             | 8月16日     |

### その他の賞レース
- 2015年 NHK新人お笑い大賞 本選出場[80]
- 2016年 NHK新人お笑い大賞 本戦出場[81]
- 2017年 しもつけお笑いグランプリVol.3 準優勝[82]
- 2018年 しもつけお笑いグランプリVol.4 準グランプリ[83]
- 2018年 第5回ハリウッドザコシショウの喚き-1グランプリ 優勝（ふるやのみ[84]）
- 2018年 第4回しぶかわお笑いバトル 優勝[85]
- 2019年 第5回しぶかわお笑いバトル 準優勝(同率)[86]
- 2020年 マイナビ Laughter Night 10月度月間チャンピオン（第7回グランドチャンピオン大会決勝進出）[87]
- 2021年 マイナビ Laughter Night 第7回グランドチャンピオン大会 決勝進出[76]
- 2022年 ビートたけし杯
- 2022年 出囃子大賞典 優勝 [88]
- 2023年 第3回 つかみ-1グランプリ 3位

R-1ぐらんぷり
- 2016年 3回戦進出（ふるやのみ、「ささきにどーぞ。」として出場[16]）
- 2017年 2回戦進出（大将のみ[89]）
- 2018年 2回戦進出（大将のみ[90]）
- 2019年 2回戦進出（ふるやのみ、「頑張る元気な女の子、ガンキちゃん」として出場[17]）
- 2019年 3回戦進出（大将のみ[91]）
- 2020年 3回戦進出（ふるやのみ、「Fullやいなや」として出場[21]）
- 2020年 1回戦敗退（大将のみ[92]）
- 2021年 2回戦進出（ふるやのみ[93][注 6]）

女芸人No.1決定戦 THE W（ふるやのみ）
- 2019年 2回戦進出（牧野ステテコとのユニット「サイクリンクリン」として出場[23]）
- 2019年 準決勝進出（「Fullやいなや」として出場[18]）
- 2020年 2回戦進出（「Fullやいなや」として出場[19]）
- 2020年 準決勝進出（ポンループ・アミとのユニット「POFFY」として出場[24]）
- 2021年 2回戦進出（「FULLやいなや」として出場[20]）
- 2021年 準決勝進出（ポンループ・アミとのユニット「POFFY」として出場[94]）
- 2022年 準決勝進出（ポンループ・アミとのユニット「POFFY」として出場[95]）